# 民主主義科学者協会法律部会
民主主義科学者協会法律部会（みんしゅしゅぎかがくしゃきょうかいほうりつぶかい）は法学者有志による協会（学会・研究会。通称、民科法律部会）。

## 概要
- すべての分野における法学研究者の研究上の連絡、協力を促進して民主主義法学の発展をはかることを目的とする法学者によって構成される。
- 1946年創立の民主主義科学者協会（民科）を母体とする。民科の中で唯一活動を続けている全国部会である。2024年時点で会員数は510人[1]。

## 沿革
1946年1月12日、創立総会宣言。1950年代後半、民科が活動停止。1957年10月20日、規約を制定し学会として活動するようになる。1973年、年刊機関誌『法の科学』創刊。

## 出版物
- 民主主義科学者協会法律部会編『法社会学の諸問題』北隆館、1950年再刊、国書刊行会、1977年
- 『在日朝鮮人の「帰国協定」打切りをめぐる法的問題の研究』民主主義科学者協会法律部会、1967年
- 民主主義科学者協会法律部会編『沖縄協定:その批判的検討』日本評論社、1971年
- 民主主義科学者協会法律部会編『だれのための「司法改革」か:「司法制度改革審議会中間報告」の批判的検討』、『法の科学』第30特別増刊号、日本評論社、2001年
- 民主主義科学者協会法律部会編『「司法改革」の総決算:憲法の理念に基づく真の司法改革をめざして』、『法の科学』第36号（特別増刊号）、日本評論社、2006年
- 民主主義科学者協会法律部会編『改憲・改革と法:自由・平等・民主主義が支える国家・社会をめざして』、『法律時報』増刊、日本評論社、2008年
- 民主主義科学者協会法律部会編『安保改定50年:軍事同盟のない世界へ』日本評論社、2010年[4]